# Newburgh (Aberdeenshire)
Pour les articles homonymes, voir Newburgh.
Newburgh est un village situé dans l'Aberdeenshire, en Écosse.